# 麥考利維爾 (明尼蘇達州)
麥考利維爾（英語：McCauleyville）是位於美國明尼蘇達州威爾金縣的一個非建制地區。

## 歷史
麥考利維爾的郵局於1873年成立，其後於1905年停運。此地得名自當地建立者大衛·麥考利（David McCauley）。

## 地理
麥考利維爾所處的海拔為高於海平面285米（即935英呎），而該地所採用的時區為UTC-6，即北美中部時區（CST）。同時該地設有夏令時間，為UTC-6調快一小時，即UTC-5（CDT）。